# Hugues Béroard
Pour les articles homonymes, voir Béroard.
Hugues Béroard ( ?, Arles - † 18 novembre 1232,, Arles), appelé aussi Uc Béroard ou Hugues II, est chanoine, puis prévôt (1214) du chapitre de la cathédrale de Marseille et archevêque d’Arles (27 mars 1218 - † 18 novembre 1232).

## Biographie
Arlésien comme son prédécesseur Michel de Mouriès, Hugues Béroard  est initialement chanoine du chapitre de la cathédrale de Marseille avant d’en devenir le prévôt en 1214. 
En 1217, il se trouve à Rome lorsque lui parvient sa nomination à l’archidiocèse d’Arles. Il est alors consacré par le pape Honorius III le 27 mars 1218. Prolongeant son séjour dans la ville éternelle, il ne prend officiellement possession de son siège qu’au début 1219. 
Cette absence prolongée de la cité arlésienne à une époque de fortes tensions entre l’archevêché et le patriarcat local va avoir pour conséquence l’effritement du pouvoir épiscopal arlésien avec la création dès 1220, à l’instar des villes italiennes, d’un nouveau système de gouvernement, la podestarie qui remet en cause la mainmise de l’archevêque sur la nomination des consuls de la ville. Il participe ainsi le 6 février à la réunion qui décide l'installation d'un podestat pour mettre fin aux troubles domestiques. Augustin Fabre dans son Histoire de Provence donne quelques précisions. 
Sous son archiépiscopat, l’Église d’Arles connaît un essor spectaculaire avec l’arrivée des ordres mendiants, dont la prédication et le mode de vie abaissent les barrières entre une Église constitutionnelle devenue trop préoccupée par le pouvoir et les masses populaires. Les mineurs s’installent ainsi à Trinquetaille dès 1218 et les prêcheurs en 1231 à la Porte-Agnel, grâce à une donation dont l’acte est signé en présence de l’archevêque. 
Sur le plan politique, Hugues Béroard, délégué impérial en 1230, semble avoir été assez proche de l'alliance gibeline et toulousaine ; il bénéficie notamment de nombreuses interventions de Frédéric II en sa faveur. Il intervient toutefois en médiateur, soutenant Raimond Bérenger IV de Provence, pour mettre un terme aux hostilités qui désolent la Provence. Il engage le comte de Toulouse à renoncer à ses alliances en deçà du Rhône et à ne fournir désormais aucun secours aux Marseillais ni aux Tarasconnais. Par les négociations de ce prélat, il y a une suspension d'armes au commencement de l'année 1232.
Hugues Béroard décède peu après, le 18 novembre 1232. Il est enseveli dans la cathédrale Saint-Trophime, où son épitaphe est toujours visible sur le croisillon méridional du transept.

### Sources
- Jean-Maurice Rouquette (sous la direction de) – ARLES, histoire, territoires et cultures – Paris 2008,  -  (ISBN 9782742751761) ; page 299.
- Damien Carraz (préf. Alain Demurger), L'Ordre du Temple dans la basse vallée du Rhône (1124-1312) : Ordres militaires, croisades et sociétés méridionales, Lyon, Presses universitaires de Lyon, coll. « Collection d'histoire et d'archéologie médiévales / 17 », 2005 (ISBN 978-2-7297-0781-1, lire en ligne)